# Sítios Matricrípticos

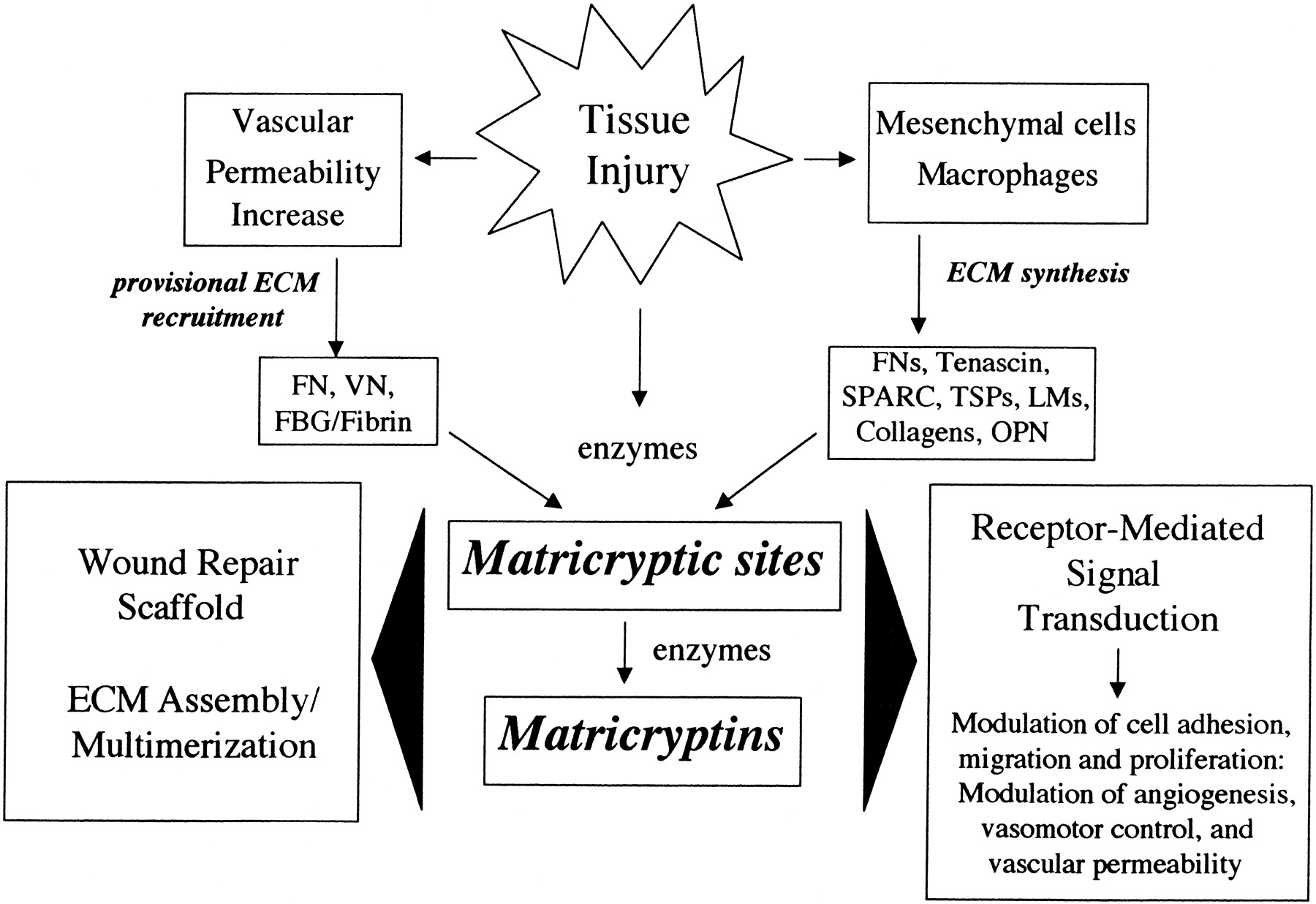
esquema de liberação de sítios matricripticos.

Sítios Matricripticos são moléculas biologicamente ativas que se encontram na Matriz extracelular porem não são expostas naturalmente, permanecem ocultas (matri = matriz, crypt = oculto), são formas ocultas de moléculas da Matriz extracelular
(incluindo proteínas e carboidratos, tais como glicosaminoglicanos), mas que ficam expostas após alterações estruturais ou conformacionais. Esses sítios podem ser derivados a partir de moléculas insolúveis MEC (sigla de matriz extracelular), que são depositados nos tecidos, proteínas matricelulares MEC, e derivados do Plasma (sangue) de moléculas da MEC. O termo é limitado a esses sítios, proveniente diretamente a partir de moléculas de MEC e não se refere a sítios derivadas de outras moléculas da MEC-associados, tais como proteases, inibidores da protease, ou fatores de crescimento.
O termo matricriptina refere-se a fragmentos biologicamente ativos de moléculas da MEC (conforme definido acima), que expõem o sítio Matricriptico funcional.
Este termo refere-se especificamente e é limitado a fragmentos biologicamente ativos da MEC que contêm uma parte que normalmente não é exposta na molécula intacta.

## Sítios Matricripticos e Matricriptinas Regulam Respostas de Células e de Tecidos
Um crescente número de estudos tem sugerido que os Sítios Matricripticos existem dentro de moléculas de MEC e que estes sitios regulam fenômenos biológicos como a montagem da matriz extracelular e tradução de sinal mediado pelo receptor que pode induzir uma variedade de efeitos biológicos importantes. Sítios Matricripticos e matricryptinas têm sido encontrados  em componentes da proteína da MEC, bem como em glicosaminoglicanos, como o ácido hialurônico.  Os ácidos hialurônicos são moléculas da MEC com conhecidos sítios matricripticos ou que contem matricriptina biologicamente ativa.
Alguns exemplos de sítios matricripticos e matricryptinas incluem fragmentos de fibrina derivada do plasma que aumentam a permeabilidade vascular e fragmentos de colágeno, fibronectina, elastina que, por exemplo:
1) estimulam a migração dirigida de células, (leucócitos).
2) afetam a proliferação celular
3) Induzem o desligamento do  contato focal
4) induzem vasodilatação  arterial.
Além disso, de acordo com o American Journal of Pathology  fragmentos de MEC ou peptídeos derivados do SPARC, hialuronato, e o colágeno tipo XVIII (por exemplo, endostatina),parecem afetar processos biológicos importantes, tais como Angiogênese.
Estudos recentes têm mostrado que a proteólise da laminina pode estimular a migração dirigida de uma célula epitelial, células tumorais ou células epiteliais submetidos a morfogênese, e também pode estimular formação de hemidesmossoma. Globalmente, esses estudos mostram que as alterações de moléculas da MEC podem gerar novos sinais para as células que influenciam importantes eventos celulares.